# Чёрно-жёлтая исполинская ящерица
Чёрно-жёлтая исполинская ящерица (лат. Tiliqua nigrolutea) — ящерица из семейства сцинковых.

## Описание

### Внешний вид
Крупная ящерица длиной 35—50 см. Окраска верхней стороны тела тёмная: от шоколадно-коричневой до чёрной с мелкими пятнами кремового, розового или оранжевого цвета, которые сливаются в поперечные полосы. Голова окрашена светлее тела. Особи из северных частей ареала, обитающие в горных районах, как правило, крупнее и темнее окрашены, светлые пятна у них ярче, чем у сцинков из равнинных местообитаний на юге ареала.

### Распространение
Чёрно-жёлтая исполинская ящерица — узкоареальный вид. Встречается на юго-востоке Австралии, в северной части Тасмании и на некоторых прилежащих островах в Бассовом проливе.

### Образ жизни
На севере ареала этот сцинк обитает преимущественно в горных районах. На юге (в Тасмании и штате Виктория) чёрно-жёлтая исполинская ящерица может встречаться и на равнинах вплоть до побережья. Обитает в каменистых полупустынях, среди изреженной кустарниковой растительности. Не избегает

### Питание
Питается преимущественно растительной пищей: листьями, цветами и плодами. Может охотиться на беспозвоночных (например, улиток и слизней) и мелких позвоночных (грызунов).

### Размножение
Как и все виды рода Tiliqua, чёрно-жёлтая исполинская ящерица — живородящий. В Тасмании этот сцинк появляется после зимовки в конце сентября. Спаривание происходит в октябре. В марте—апреле самки рождают до 8 детёнышей.

## Палеонтология
Ископаемые останки Tiliqua nigrolutea были найдены в плейстоценовых отложениях местонахождения Наракорт на юго-востоке Австралии.

## Охранный статус
В связи с разрушением местообитаний численность этого узкоареального вида местами сокращается.